# Cầu dây võng

Kết cấu cầu dây võng

Cầu Cổng Vàng nằm tại San Francisco, Hoa Kỳ là một cây cầu dây võng nổi tiếng trên thế giới

Cầu dây võng, còn gọi là cầu treo dây võng, là một loại cầu có kết cấu cầu treo dạng cáp treo trên cáp, thay vì cáp treo trực tiếp vào trụ cầu như cầu treo dây văng. Hệ cáp treo chính của cầu được móc liên kết chắc chắn vào đỉnh các trụ cầu, như đường dây điện cao thế, nhưng do khoảng cách nhịp lớn và chịu tải nặng chúng thường có dạng bị võng xuống ở khoảng giữa nhịp cầu. Từ hệ cáp treo chính này, thường nằm 2 bên thành cầu, các hệ cáp treo thẳng đứng được (móc vào hệ cáp chính) treo rủ xuống với khoảng cách song song đều nhau đỡ lấy từng đốt bản mặt cầu. Chính nhờ có hệ kết cấu dây cáp treo không phụ thuộc vào góc neo cáp, chiều cao trụ cầu và khoảng cách điểm neo đốt cầu vào cáp treo tới trụ tháp, mà cầu treo dây võng có thể vượt được các nhịp lớn hơn cầu treo dây văng (loại cầu phụ thuộc nhiều vào những yếu tố đó). Những cầu treo nhịp dài nhất trên thế giới là các cầu treo dây võng.
Ưu nhược điểm của cầu dây võng:Những hệ cáp này không phụ thuộc vào chiều cao cột trụ, góc neo cáp và khoảng cách điểm neo đốt cầu vào cáp treo tới trụ tháp nêm loại cầu này có khả năng vượt nhịp lớn.
Độ võng của dây cáp là điểm nhấn tạo nên vẻ đẹp thanh thoát rất phù hợp với công trình qua sông ở các khu đô thị.
Tại vị trí vượt sông mà có khẩu độ thuyền lớn thì lựa chọn cầu treo dây võng ít làm xáo trộn chế độ dòng chảy tự nhiên của sông suối, mang lại hiệu quả thiết thực về kinh tế, kĩ thuật.
Kết cấu đơn giản, dễ thi công, thích hợp cho việc xây dựng cầu tại địa bàn vùng cao
Cầu treo dây võng hiện có nhịp dài nhất trên thế giới là Cầu Çanakkale 1915 ở Thổ Nhĩ kỳ, khánh thành năm 2022, có nhịp chính dài hơn 2.023 m. Thứ 2 là cầu Akashi Kaikyo của Nhật Bản nối thành phố Kobe trên đảo lớn Honshu với Iwaya trên đảo Awaji trong loạt cầu trên biển của tuyến đường cao tốc Honshu-Shikoku, được xây dựng vào năm 1998, với nhịp dài tới 1990 m  (chính xác là 1991 m).

## Các dạng cầu

Cầu với khối neo
Cầu không khối neo
Cầu dây căng
Cầu treo đơn giản
Cầu dây văng
Cầu dầm cáp hỗn hợp

## Danh sách các nhịp cầu treo dài nhất
Những cây cầu treo dài nhất thế giới được liệt kê theo chiều dài của nhịp chính (tức là chiều dài của đường treo giữa các tháp cầu). Chiều dài của nhịp chính là phương pháp phổ biến nhất để so sánh kích thước của cầu treo, thường tương quan với chiều cao của tháp và độ phức tạp kỹ thuật liên quan đến thiết kế và xây dựng cầu. Nếu một cây cầu có nhịp dài hơn cây cầu khác, điều đó không nhất thiết có nghĩa là cây cầu đó dài hơn từ bờ này sang bờ kia (hoặc từ mố này sang mố khác).
Tính đến tháng 6 năm 2023:
| Hình ảnh | Số thứ tự | Tên cầu                             | Nhịp chính m(ft)     | Tổng chiều dài | Năm khai trương | Địa điểm                                                                                        | Quốc gia   | Chú thích     |
| -------- | --------- | ----------------------------------- | -------------------- | -------------- | --------------- | ----------------------------------------------------------------------------------------------- | ---------- | ------------- |
|          | 1         | Cầu Çanakkale 1915                  | 2.023 m (6.637,1 ft) | 4.608 m        | 2022            | Gelibolu – Lapseki (Dardanelles) 40°20′18″B 26°37′58″Đ / 40,33833°B 26,63278°Đ                  | Thổ Nhĩ Kỳ | [ 3 ]         |
|          | 2         | Cầu Akashi-Kaikyo                   | 1.991 m (6.532,2 ft) | 3.911 m        | 1998            | Kobe (Hyōgo) 34°37′1,3″B 135°1′18,9″Đ / 34,61667°B 135,01667°Đ                                  | Nhật Bản   | [ 4 ]         |
|          | 3         | Cầu cảng Dương Tử Trường Giang (en) | 1.700 m (5.577,4 ft) | 4.317 m        | 2019            | Vũ Hán (Hồ Bắc) 30°30′24″B 114°15′24″Đ / 30,50667°B 114,25667°Đ                                 | Trung Quốc | [ 5 ]         |
|          | 4         | Cầu Nam Sa (en) (nhịp đông)         | 1.688 m (5.538,1 ft) | 12.891 m       | 2019            | Đông Hoản (Quảng Đông) 22°53′5,1″B 113°33′56,4″Đ / 22,88333°B 113,55°Đ                          | Trung Quốc | [ 6 ]         |
|          | 5         | Cầu Tây Hậu Môn (en)                | 1.650 m (5.413,4 ft) | 2.700 m        | 2009            | Chu Sơn (Chiết Giang) 30°3′42,4″B 121°54′57,6″Đ / 30,05°B 121,9°Đ                               | Trung Quốc | [ 7 ]         |
|          | 6         | Cầu Storebælt                       | 1.624 m (5.328,1 ft) | 6.790 m        | 1998            | Korsør – Sprogø (vùng Sjælland) 55°20′31″B 11°2′9,3″Đ / 55,34194°B 11,03333°Đ                   | Đan Mạch   | [ 8 ]         |
|          | 7         | Cầu Osmangazi                       | 1.550 m (5.085,3 ft) | 2.682 m        | 2016            | Dilovası – Altınova (Vịnh Izmit) 40°45′15″B 29°30′55″Đ / 40,75417°B 29,51528°Đ                  | Thổ Nhĩ Kỳ | [ 9 ]         |
|          | 8         | Cầu Yi Sun-sin                      | 1.545 m (5.068,9 ft) | 2.260 m        | 2012            | Gwangyang – Yeosu (Jeolla Nam) 34°54′21,4″B 127°42′18,1″Đ / 34,9°B 127,7°Đ                      | Hàn Quốc   | [ 10 ]        |
|          | 9         | Cầu Nhuận Dương                     | 1.490 m (4.888,5 ft) | 35.660 m       | 2005            | Dương Châu – Trấn Giang (Giang Tô) 32°12′24,6″B 119°21′49,9″Đ / 32,2°B 119,35°Đ                 | Trung Quốc | [ 11 ] [ 12 ] |
|          | 10        | Cầu Động Đình Hồ                    | 1.480 m (4.855,6 ft) | 2.390 m        | 2018            | Nhạc Dương (Hồ Nam) 29°25′29″B 113°07′20″Đ / 29,42472°B 113,12222°Đ                             | Trung Quốc | [ 13 ] [ 14 ] |
|          | 11        | Cầu Nam Kinh Tê Hà Sơn              | 1.418 m (4.652,2 ft) | 5.437 m        | 2012            | Nam Kinh (Giang Tô) 32°10′39,9″B 118°56′24,5″Đ / 32,16667°B 118,93333°Đ                         | Trung Quốc | [ 15 ]        |
|          | 12        | Cầu Humber                          | 1.410 m (4.626,0 ft) | 2.220 m        | 1981            | Hessle – Barton-upon-Humber (Yorkshire và Lincolnshire) 53°42′28,7″B 0°27′0,3″T / 53,7°B 0,45°T | Anh Quốc   | [ 16 ] [ 17 ] |
|          | 13        | Cầu Yavuz Sultan Selim              | 1.408 m (4.619,4 ft) | 2.164 m        | 2016            | Istanbul (Bosphorus) 41°12′31″B 29°7′5″Đ / 41,20861°B 29,11806°Đ                                | Thổ Nhĩ Kỳ | [ 18 ] [ 19 ] |
|          | 14        | Cầu Kim An Kim Sa giang             | 1.386 m (4.547 ft)   | 1.681 m        | 2020            | Lệ Giang, Vân Nam 26°49′20″B 100°26′30″Đ / 26,82222°B 100,44167°Đ                               | Trung Quốc | [ 20 ]        |
|          | 15        | Cầu Giang Âm                        | 1.385 m (4.544,0 ft) | 3.000 m        | 1999            | Giang Âm – Tĩnh Giang (Giang Tô) 31°56′43,1″B 120°16′10″Đ / 31,93333°B 120,26944°Đ              | Trung Quốc | [ 21 ]        |
|          | 16        | Cầu Thanh Mã                        | 1.377 m (4.517,7 ft) | 2.160 m        | 1997            | Thanh Y – Mã Loan (Hong Kong) 22°21′4,8″B 114°4′25,6″Đ / 22,35°B 114,06667°Đ                    | Trung Quốc | [ 22 ]        |
|          | 17        | Cầu Hardanger                       | 1.310 m (4.297,9 ft) | 1.380 m        | 2013            | Ulvik – Ullensvang (Hordaland) 60°28′42,9″B 6°49′47,2″Đ / 60,46667°B 6,81667°Đ                  | Na Uy      | [ 23 ] [ 24 ] |
|          | 18        | Cầu Verrazzano-Narrows              | 1.298 m (4.258,5 ft) | 4.176 m        | 1964            | Thành phố New York (New York) 40°36′23″B 74°2′43,2″T / 40,60639°B 74,03333°T                    | Hoa Kỳ     | [ 25 ]        |
|          | 19        | Cầu Cổng Vàng                       | 1.280 m (4.199,5 ft) | 2.737 m        | 1937            | San Francisco – Quận Marin (California) 37°49′9,5″B 122°28′43,9″T / 37,81667°B 122,46667°T      | Hoa Kỳ     | [ 26 ]        |

| Lục | Biểu thị cây cầu trước đây có nhịp dài nhất thế giới |

## Xem thêm

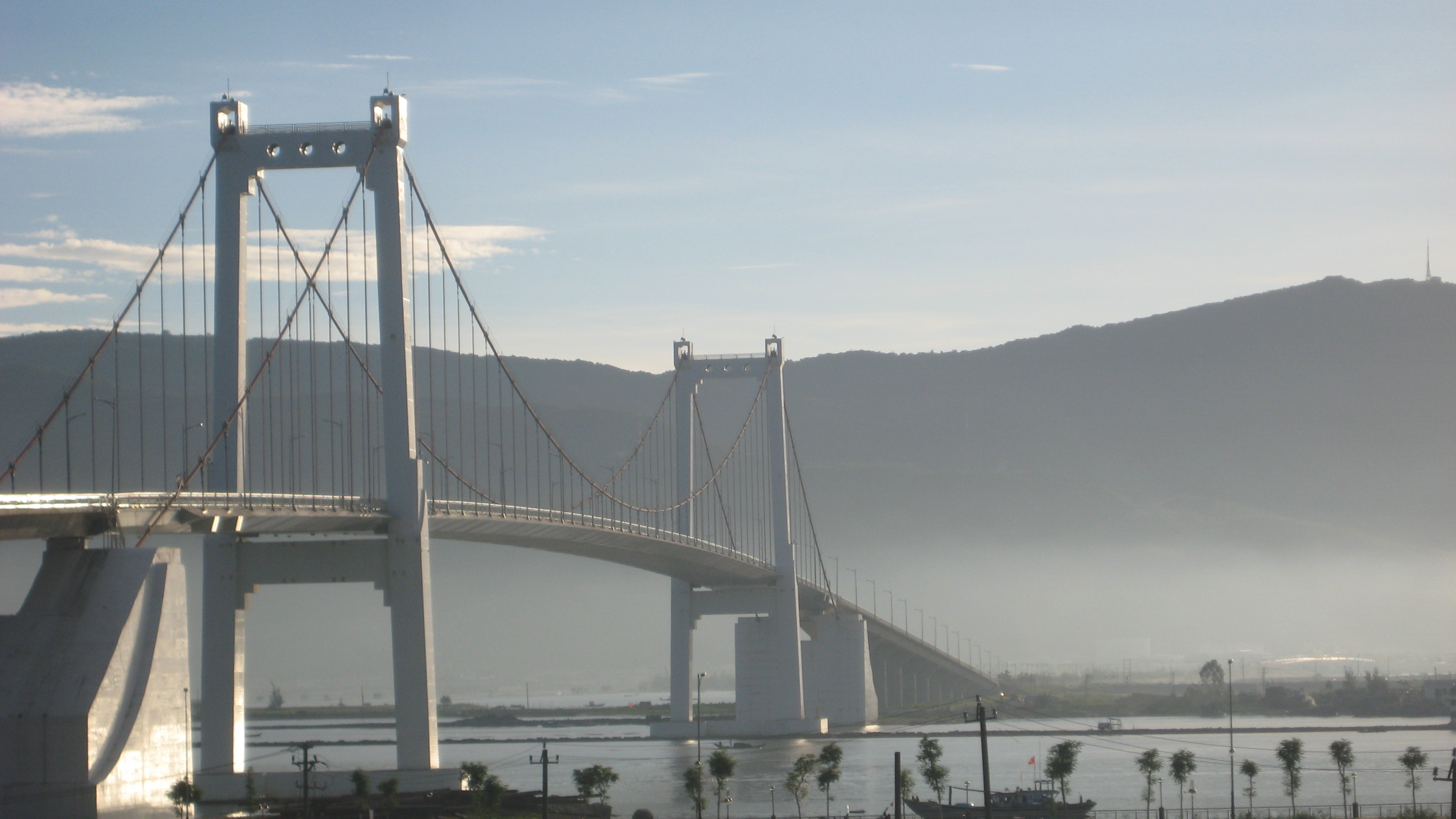
Cầu Thuận Phước là cây cầu dây võng dài nhất Việt Nam nằm tại Đà Nẵng.